# Przegląd Polityczny
Przegląd Polityczny – polski kwartalnik społeczno-polityczny, zajmujący się szeroko pojmowaną sferą publiczną.
Redaktorem naczelnym pisma jest Wojciech Duda.